# Great Waltham
Great Waltham – wieś i civil parish w Anglii, w hrabstwie Essex, w dystrykcie Chelmsford. Leży 6 km na północ od miasta Chelmsford i 51 km na północny wschód od Londynu. W 2011 roku civil parish liczyła 2172 mieszkańców. W obszar civil parish wchodzą także Ford End, Howe Street, Littley Green, North End i Broads Green.